# Ray Sherwin
Ray Sherwin je moderní okultní spisovatel a vydavatel, a jeden ze stvořitelů systémů magického oboru nazývaného chaos magie.
V roku 1970 on a Peter J. Carroll začali vydávat časopis nazývaný The New Equinox, nepravidelný žurnál zabývající seceremonialní magic a příbuznými tématy.
V roce 1978, spoluzaložil Ilumináty z Thanaterotu společně s Peterem Carrollem, později publikoval Carrollovu knihu, Liber Null.Během roku 1978 také napsal a publikoval The Book of Results. Tyto dvě knihy, Liber Null a The Book of Results, byly prvními knihami napsanými na téma chaos magie.
Jedná se o také autora magického textu The Theatre of Magic.